# Jake Roberts
Jake „The Snake“ Roberts (* 30. Mai 1955 in Gainesville, Texas, als Aurelian Smith Jr.) ist ein ehemaliger US-amerikanischer Wrestler, der durch seine psychologisch ausgefeilte Ringarbeit und charakteristische Schlangenbegleiter Kultstatus erlangte. Mit dem DDT etablierte er einen der bekanntesten Finishing Moves der Wrestling-Geschichte und prägte durch sein düsteres Charisma und herausragende Fähigkeiten am Mikrofon die Golden Era der World Wrestling Federation. Nach jahrzehntelangem Kampf gegen Alkohol- und Drogensucht gelang ihm ein bemerkenswertes Comeback, das 2014 mit seiner Aufnahme in die WWE Hall of Fame gekrönt wurde. Heute setzt er sein Vermächtnis als Manager und Berater bei All Elite Wrestling fort. Als Sohn des Wrestlers „Grizzly“ Smith und Halbbruder von Sam Houston und Rockin’ Robin entstammt Roberts einer Wrestling-Familie, wobei seine traumatische Kindheit später sein Leben und seine Karriere maßgeblich beeinflusste.

## Privatleben
Aurelian Smith Jr., im Ring als Jake „The Snake“ Roberts bekannt, wurde am 1955 in Gainesville, Texas, geboren. Seine Kindheit war von schwierigen familiären Umständen geprägt. Seine Mutter war bei seiner Geburt kaum eine Teenagerin, während sein Vater, der Wrestler Aurelian „Grizzly“ Smith, eine problematische Rolle in seinem Leben spielte. Roberts begann bereits im Alter von elf Jahren mit dem Alkoholkonsum und wuchs in einem von Gewalt und Missbrauch geprägten Umfeld auf. Er hat einen Halbbruder, Michael Smith (bekannt als Wrestler „Sam Houston“), sowie eine Halbschwester, Robin Smith (bekannt als „Rockin’ Robin“), die ebenfalls Wrestling-Karrieren verfolgten. Seine leibliche Schwester wurde unter tragischen Umständen ermordet.
Im Laufe seines Lebens war Roberts dreimal verheiratet: mit Karen Rauschuber (1975–1980), mit der er ein Kind hat; mit Cheryl Hagood (1984–2000), mit der er vier Kinder hat; und mit Judy Lynn (2006–2011). Insgesamt hat er acht Kinder. Roberts kämpfte jahrzehntelang mit Alkohol- und Drogenabhängigkeit. Im Dezember 2007 unterzog er sich einer von der WWE finanzierten Therapie, die jedoch nicht erfolgreich war. Erst 2012 gelang es ihm, mit Hilfe des ehemaligen Wrestlers und Yoga-Trainers Diamond Dallas Page einen nachhaltigen Entzug zu beginnen und etwa 30 kg Körpergewicht zu verlieren.
Am 23. Februar 2014 gab Roberts bekannt, dass bei ihm ein bösartiger Tumor im Knie diagnostiziert wurde, der zwei Tage später operativ entfernt wurde. Aufgrund seines jahrelangen körperlichen Verschleißes benötigte er mehrere Hüftoperationen und leidet an chronischen Lungenproblemen, die gelegentliche Sauerstoffgaben erfordern. Im Jahr 2021 versöhnte er sich mit einer früheren Partnerin, von der er sich etwa 24 Jahre zuvor wegen seiner Suchtprobleme getrennt hatte, und lebt seitdem wieder mit ihr zusammen.

## Karriere

### Die frühen Jahre (1974–1986)
Aurelian Smith Jr. begann seine Wrestling-Karriere 1975 im Louisiana und etablierte sich in den folgenden Jahren in den Promotions Mid-South Wrestling, Mid-Atlantic Championship Wrestling und Georgia Championship Wrestling. Ende der 1970er Jahre wechselte er nach Kanada zur Stampede Wrestling, wo er am 6. April 1979 Big Daddy Ritter (später als „Junkyard Dog“ bekannt) in einem historischen Ladder Match besiegte und die Stampede North American Heavyweight Championship gewann. Am 31. Mai 1981 sicherte sich Roberts die Mid-South North American Heavyweight Championship durch einen Sieg über The Grappler, verlor diesen jedoch am 4. Juli 1981 an Paul Orndorff während der Veranstaltung Superdome. 1983 wechselte er zur Georgia Championship Wrestling und wurde Mitglied von Paul Ellerings ursprünglicher Legion of Doom, zu der auch Hawk, Animal, King Kong Bundy, Buzz Sawyer, The Iron Sheik und andere gehörten. In dieser Zeit begann eine intensive Fehde mit Ron Garvin um die NWA National Television Championship, den Roberts am 6. November 1983 gewann. Als der Titel am 4. März 1984 in „NWA Television Championship“ umbenannt wurde, war Roberts der erste anerkannte Champion unter dieser Titelbezeichnung. In der World Class Championship Wrestling (WCCW) schloss er sich 1984 mit Chris Adams und Gino Hernandez zusammen, und das Trio gewann am 27. Oktober 1984 die WCCW World Six-Man Tag Team Championship gegen Bobby Fulton und die Von Erichs, Kerry und Mike.
Während seiner Zeit in der National Wrestling Association (NWA) entwickelte Roberts seinen berühmten Finishing Move, den „DDT“. Nachdem er zum Mid-South Wrestling zurückkehrte, besiegte er am 1. Januar 1986 Dick Slater im Turnierfinale um die Mid-South Television Championship, diese jedoch am 28. Februar 1986 wieder an Slater verlor. Trotz starker Publikumsreaktionen fühlte Roberts sich vom Management nicht als Top-Talent anerkannt, was zu seinem Abgang aus der Organisation führte. Kurz darauf unterschrieb er einen Vertrag bei Vince McMahon in der expandierenden World Wrestling Federation, wo er ab April 1986 mit seinem berühmten Schlangen-Gimmick bekannt wurde.

### Die Jahre in der WWF

#### Debüt und Titelchancen (1986–1990)

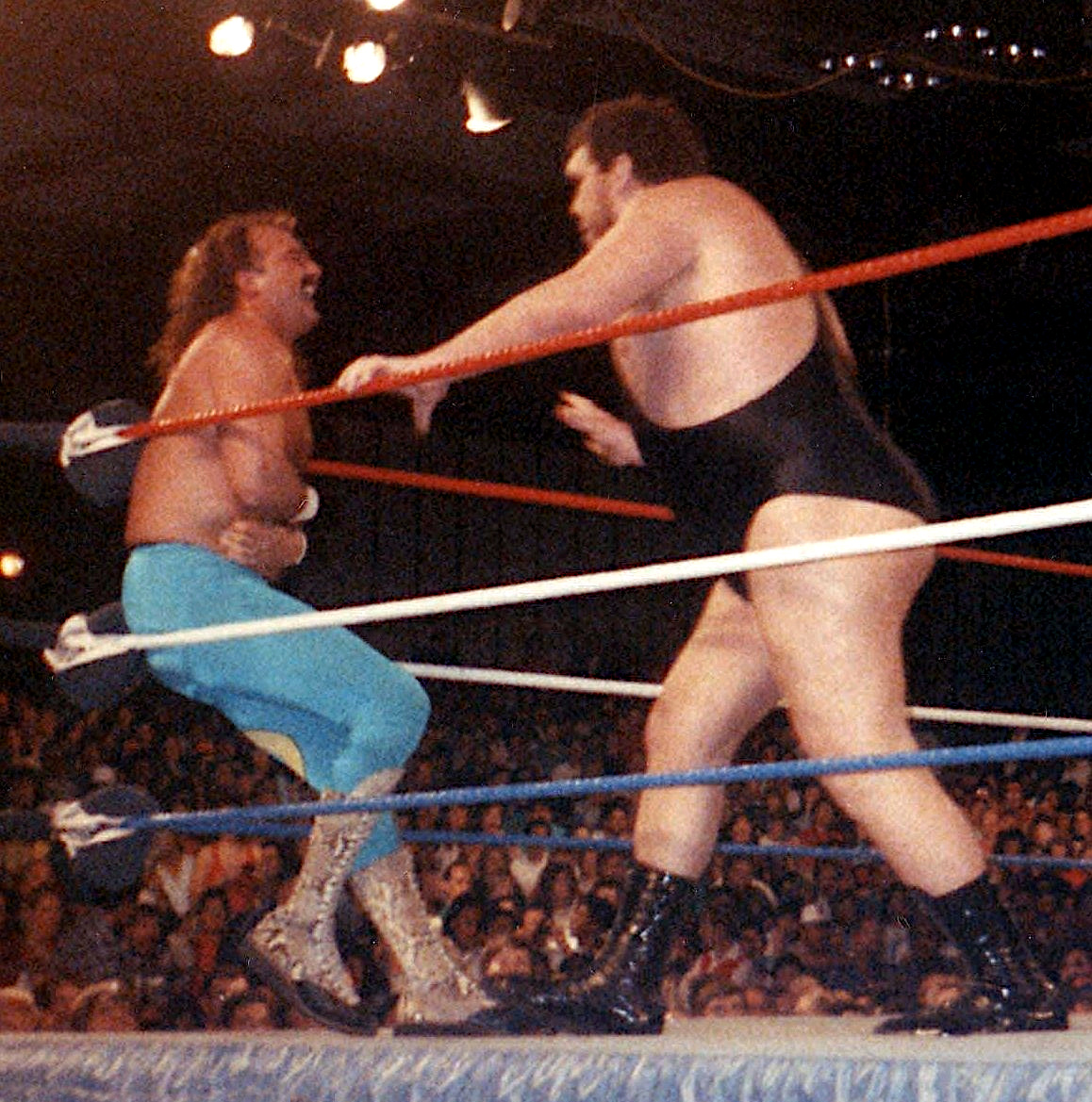
Jake Roberts gegen Andre the Giant (1989)

Jake „The Snake“ Roberts debütierte am 8. März 1986 in der World Wrestling Federation (WWF) mit einem Sieg über Jose Luis Rivera im Boston Garden. Schon einen Monat später folgte sein Pay-per-View-Debüt bei WrestleMania 2, wo er George Wells besiegte und erstmals vor großem WWF-Publikum seine Schlange namens „Damien“ einsetzte, einen Netzpython.
Seine erste bedeutende Fehde führte Roberts gegen Ricky „The Dragon“ Steamboat, die im Mai 1986 in einer Episode von Saturday Night’s Main Event begann und sich über mehrere Monate hinzog. In diesem Programm führte Roberts seinen berüchtigten DDT gegen Steamboat auf dem Betonboden außerhalb des Rings aus, was zu einer echten Gehirnerschütterung seines Gegners führte.
Roberts’ beeindruckende Fähigkeiten am Mikrofon wurden von der WWF schnell erkannt, was zur Einführung seines eigenen Interview-Segments The Snake Pit führte, das Ende 1986 in der ersten Episode von WWF Wrestling Challenge debütierte. Trotz seiner anfänglichen Positionierung als Heel erlangte Roberts zunehmende Beliebtheit beim Publikum, was besonders deutlich wurde, als er im November 1986 Randy Savage um die Intercontinental Championship herausforderte und überraschend vom Publikum angefeuert wurde. Nach einer kurzen geplanten Fehde gegen Hulk Hogan, die aufgrund positiver Fanreaktionen auf Roberts abgebrochen wurde, wandelte sich Roberts offiziell zum Face in seiner Fehde mit The Honky Tonk Man, der ihn mit einer Gitarre attackierte und dabei tatsächlich verletzte.
Im Jahr 1988 begann er eine intensive Fehde mit Ravishing Rick Rude, nachdem dieser Roberts’ Ehefrau Cheryl Hagood belästigt hatte, was zu einer der emotionalsten Storylines jener Zeit führte. Eine weitere bedeutende Fehde entwickelte sich mit André the Giant, der eine Angst vor Schlangen hatte, welche Roberts in ihrer Konfrontation bei WrestleMania V ausnutzte.
Später im Jahre 1989 und Anfang 1990 trat Roberts in ein Programm mit Ted DiBiase ein, wobei es um DiBiases selbst kreierte Million Dollar Championship ging. Diese Auseinandersetzung gipfelte in einem Match bei WrestleMania VI, das DiBiase durch Auszählen gewann.

#### Fehden, Höhepunkt und Weggang (1991/92)
Jake „The Snake“ Roberts zeigte in seinen letzten anderthalb Jahren bei der World Wrestling Federation (WWF) einige seiner denkwürdigsten Auftritte. Zu Beginn des Jahres 1991 geriet Roberts in eine intensive Fehde mit Earthquake, der in einer dramatischen Szene Roberts’ Schlange Damien mit einem Seated Senton angeblich zerquetschte. Bei diesem inszenierten Segment befanden sich in Wirklichkeit „rund 60 Pfund blutiges Hamburger-Fleisch in Frauenstrumpfhosen“ im Schlangensack, um den Tod des Reptils zu simulieren. Die Kontroverse wurde verstärkt, als Earthquake später in der Sendung WWF Prime Time Wrestling sogenannte „Quakeburger“ servierte und behauptete, diese seien aus dem Fleisch von Roberts’ Schlange hergestellt. Roberts führte daraufhin eine neue Schlange namens „Lucifer“ ein, die er als „Damiens großen Bruder“ präsentierte.
Im Sommer 1991 war Roberts in einer Reihe von Fernsehvignetten zu sehen, in denen der Ultimate Warrior seine Hilfe im Kampf gegen The Undertaker suchte. In diesen Segmenten unterzog Roberts den Warrior mehreren „Tests“, darunter das Eingesperrtsein in einem Sarg und das „lebendig Begrabenwerden“. In der letzten Vignette öffnete der Warrior eine Truhe und wurde von einer (Gummi-)Kobra „gebissen“, woraufhin sich herausstellte, dass Roberts mit The Undertaker und Paul Bearer zusammenarbeitete. Mit seiner Aussage „Ich bin eine Schlange. Vertraue niemals einer Schlange“ vollzog Roberts eine Charakterwende zum Heel.
Nach dem SummerSlam 1991 begann Roberts eine Fehde mit „Macho Man“ Randy Savage. Während des im Fernsehen übertragenen Hochzeitsempfangs von Savage und Miss Elizabeth platzierte Roberts eine lebende Kobra in einem Geschenkpaket. Im November 1991 eskalierte die Auseinandersetzung, als Roberts Savage im Ring fesselte und eine Königskobra dessen Arm beißen ließ. Obwohl die Schlange entgiftet war, zeigte Savage in einem späteren Interview an, dass sein Arm anschwoll und er hohes Fieber entwickelte. WWF-Präsident Jack Tunney reaktivierte daraufhin den zuvor zurückgetretenen Savage als aktiven Wrestler und verbot Roberts, jemals wieder eine Schlange zum Ring mitzubringen.
Die Fehde zwischen Roberts und Savage setzte sich über mehrere Monate fort und umfasste ein Match bei This Tuesday in Texas am 3. Dezember 1991, das Savage gewann. Beim Royal Rumble 1992 eliminierte Savage seinen Rivalen Roberts, und die Fehde endete schließlich bei Saturday Night’s Main Event, wo Savage erneut siegreich war. Nach diesem Match versuchte Roberts, Miss Elizabeth mit einem Stuhl anzugreifen, wurde jedoch von The Undertaker daran gehindert.
Diese Intervention führte zu Roberts’ letzter großer WWF-Fehde gegen The Undertaker. Bei WrestleMania VIII am 5. April 1992 unterlag Roberts dem Undertaker und wurde damit zum zweiten Wrestler, der gegen diesen bei WrestleMania verlor. Dieses Match markierte auch Roberts’ letzten Auftritt in der WWF für fast vier Jahre. Sein Weggang war das Resultat von Unstimmigkeiten mit dem WWF-Vorsitzenden Vince McMahon bezüglich einer versprochenen Position im kreativen Team.

### World Championship Wrestling (1992)
Jake „The Snake“ Roberts unterzeichnete 1992 einen lukrativen Vertrag mit World Championship Wrestling (WCW), der vom damaligen Präsidenten Kip Frye ausgehandelt wurde. Aufgrund einer 90-tägigen Wettbewerbssperre nach seinem WWF-Austritt musste Roberts jedoch auf seinen offiziellen Einstieg warten. Während dieser Wartezeit kam es zu einem Führungswechsel bei WCW: Bill Watts ersetzte Frye, was für Roberts finanzielle Konsequenzen hatte. Laut eigener Aussage reduzierte sich sein Vertragswert erheblich, was seine kurze Zeit in der Organisation prägte.
Roberts gab sein Debüt am 2. August 1992 bei einer Main-Event-Aufzeichnung in Baltimore, als er überraschend aus dem Publikum kam und Sting attackierte. Sein erstes WCW-Match bestritt er sechs Tage später gegen Marcus Alexander Bagwell bei einer Hausshow in Chicago. In der Folgezeit bildete er eine Allianz mit Cactus Jack und The Barbarian. Beim Clash of the Champions XX am 2. September 1992 war Roberts Teil eines siegreichen Teams in einem Vier-Mann-Eliminierungskampf, bei dem er selbst Sting pinnte und damit ihre Fehde intensivierte.
Der Höhepunkt dieser Rivalität war ein Match beim Halloween Havoc am 25. Oktober 1992, dessen Stipulation durch das neuartige „Spin the Wheel, Make the Deal“-Konzept bestimmt wurde. Das Rad landete auf einem Coal Miner’s Glove Match – einem Kampf, bei dem ein mit Stahl verstärkter Handschuh an einer Stange über dem Ring hing. Sting erklomm schließlich den Pfosten, sicherte sich den Handschuh und besiegte Roberts damit.
Nach dieser Niederlage setzte Roberts die Fehde mit Sting bei mehreren Hausshows fort. Am 7. November 1992 trat er als Gastkommentator bei WCW Saturday Night auf und gab Tony Schiavone ein Interview, in dem er über Bill Watts’ Entscheidung sprach, ihm das Mitbringen seiner Schlange zum Ring zu verbieten. Roberts war ursprünglich für ein Match gegen Dustin Rhodes im King of Cable-Turnier vorgesehen, trat jedoch eine Rehabilitation an, bevor der Kampf stattfinden konnte, was effektiv das Ende seiner kurzen WCW-Karriere markierte.

### Auftritte in verschiedenen Promotions (1993/94)
Nach seinem Ausscheiden aus der World Championship Wrestling (WCW) im April 1993 setzte Jake „The Snake“ Roberts seine Karriere bei verschiedenen Wrestling-Promotions weltweit fort. Seine internationale Präsenz begann im Februar 1993 mit einer Tour durch Australien im Rahmen der Wrestling Down Under-Veranstaltungsreihe. Während dieser Tour trat er in verschiedenen australischen Städten auf, darunter Melbourne, Sydney, Adelaide und Brisbane. Am 4. März 1993 besiegte Roberts bei einer Veranstaltung in Sydney den Wrestler Don Muraco und gewann damit die vakante AWF Puerto Rican Heavyweight Championship. Auf derselben Tour hatte er mehrere Matches gegen Jim „The Anvil“ Neidhart, wobei eines dieser Matches laut Aufzeichnungen mit einer doppelten Disqualifikation endete.
Ende April 1993 trat Roberts zusammen mit dem Ultimate Warrior in Deutschland auf und war zu Gast in der Personality-Show Gottschalk im deutschen Privatfernsehen, wo er auch seine berühmte Schlange präsentierte. Diese Auftritte waren Teil einer Europa-Tour, die Roberts im Frühjahr 1993 absolvierte.
Roberts gab sein Debüt bei der mexikanischen Promotion Asistencia Asesoría y Administración (AAA) am 30. April 1993 bei der Veranstaltung Triplemanía in Mexiko-Stadt vor etwa 48.000 Zuschauern. Dort griff er in ein Match ein und verursachte Konnans Niederlage, was den Beginn einer langandauernden Fehde markierte. Diese Auseinandersetzung setzte sich über ein Jahr fort und umfasste mehrere bedeutende Matches, darunter eine Steel-Cage-Begegnung am 12. März 1994, bei der Konnan siegreich war. Die Fehde kulminierte schließlich am 27. Mai 1994 bei Triplemanía II-C in Tijuana, wo Konnan Roberts in einem Hair-vs.-Hair-Match bezwang (2:0), wodurch Roberts sein langes Haar verlor und sich den Kopf rasieren lassen musste.
Im September 1993 nahm Roberts an einer Tour für New Japan Pro-Wrestling (NJPW) teil. Während des G1 Climax Special 1993 besiegte er den Wrestler Black Cat in einem Einzelmatch. Am 23. September 1993 traf Roberts in einem bemerkenswerten Non-Title-Match auf den damaligen IWGP Champion Shinya Hashimoto, wobei Hashimoto nach dem Spinning Heel Kick den Sieg errang.
Im Frühjahr 1994 kehrte Roberts in die Vereinigten Staaten zurück und trat der Smoky Mountain Wrestling (SMW) bei. Am 2. Mai 1994 besiegte er Dirty White Boy (Tony Anthony) und gewann damit die SMW Heavyweight Championship. Dieser Titelwechsel wurde am 14. Mai im Fernsehen ausgestrahlt. Roberts’ Regentschaft als Champion war jedoch von Kontroversen geprägt. Er verteidigte seinen Titel in mehreren Matches gegen Dirty White Boy, wobei einige dieser Begegnungen mit einem Double Count-Out endeten, wie bei der Veranstaltung SMW Volunteer Slam III am 20. Mai 1994. Nach nur kurzer Zeit als Champion erschien Roberts zu mehreren angekündigten Titelverteidigungen nicht, was die Promotion dazu veranlasste, den Titel am 5. Juli 1994 an Anthony zurückzugeben.

### Rückkehr zur WWF (1996/97)

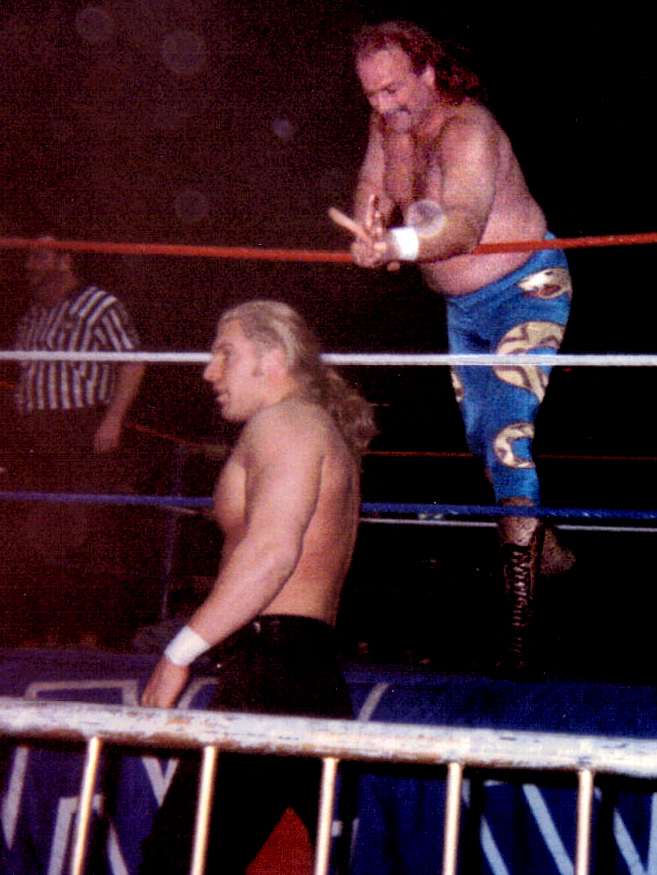
Jake gegen Triple H (1996)

Nach über einem Jahr Pause kehrte Roberts beim Royal Rumble 1996 zur WWF zurück, als bibelpredigender Charakter. Bei seinem Auftritt präsentierte er einen neuen Dunklen Tigerpython namens „Revelations“, eine Albinoform. Dieses neue Gimmick spiegelte auch sein reales Leben wider, da Roberts zu dieser Zeit tatsächlich ein wiedergeborener Christ geworden war und im ganzen Land predigte.
Roberts’ Comeback beim Royal Rumble 1996 am 21. Januar markierte seinen ersten WWF-Auftritt seit seiner vorherigen Abwesenheit. Er betrat das Match mit der Startnummer 7 und eliminierte Henry O. Godwinn sowie Takao Omori, bevor er selbst von Vader aus dem Ring befördert wurde. Während seines Auftritts konfrontierte er Jerry Lawler, der vor Roberts’ Schlange flüchtete, indem er zwischen den Seilen hindurch aus dem Ring entkam.
Roberts trat beim King-of-the-Ring-Turnier 1996 an und erreichte das Finale, wo er gegen „Stone Cold“ Steve Austin antreten musste. Aufgrund echter Verletzungen, die Roberts zuvor in einem Match gegen Vader erlitten hatte, musste der ursprünglich geplante, längere Kampf zwischen ihm und Austin verkürzt werden. Austin besiegte Roberts schnell, um eine weitere Verletzung zu vermeiden. In einem Interview nach dem Match verspottete Austin Roberts’ Bibelzitate mit den berühmten Worten: „You sit there and you thump your Bible, and you say your prayers, and it didn’t get you anywhere! Talk about your Psalms, talk about John 3:16... Austin 3:16 says I just whipped your ass!“. Diese Aussage half Austin, zum Star in der WWF aufzusteigen, und wird oft als Beginn der Attitude Era angesehen.
Nach seiner Niederlage gegen Austin begann Roberts eine Fehde mit Jerry „The King“ Lawler, der Roberts’ früheren Alkoholismus öffentlich verspottete. Während dieser Kontroverse ging Lawler so weit, Roberts Alkohol ins Gesicht zu spritzen, was Roberts später als respektlos gegenüber seinem tatsächlichen Kampf gegen die Sucht bezeichnete. In einem späteren Interview erklärte Roberts, dass er diese Storyline ablehnte und vermutete, dass Vince McMahon einen Groll gegen ihn hegte, weil er die WWF zuvor auf eigenen Wunsch verlassen hatte.
Roberts trat auch beim Royal Rumble 1997 an, wo er mit der Startnummer 7 ins Match kam und von „Stone Cold“ Steve Austin eliminiert wurde. Sein letztes Match für die WWF bestritt er bei Shotgun Saturday Night am 25. Januar 1997 gegen Salvatore Sincere, das er gewinnen konnte. Er verließ die Organisation im März 1997, nachdem er als nicht fit genug für WrestleMania 13 eingestuft wurde. Zusätzlich frustrierte ihn das Verhalten von Shawn Michaels und Bret Hart hinter den Kulissen, da er als Teil des Kreativteams zwischen deren persönlichen Streitigkeiten vermitteln musste.

### Extreme Championship Wrestling (1997/98)
Im Sommer 1997 debütierte Jake „The Snake“ Roberts in der Extreme Championship Wrestling (ECW). Sein erster Auftritt erfolgte auf dramatische Weise während der Veranstaltung Hardcore Heaven 1997. Roberts erschien unerwartet im Ring, nachdem die Hallenbeleuchtung vorübergehend abgeschaltet worden war. Bei Wiedereinschalten der Lichter befand sich Roberts bereits im Ring und attackierte Tommy Dreamer mit einem DDT, seinem charakteristischen Finishing Move. Anschließend verpasste er auch Jerry Lawler einen Clothesline, woraufhin dieser auf Dreamer fiel und beinahe den Sieg errang.
Roberts’ Verpflichtung für diesen Überraschungsauftritt kam sehr kurzfristig zustande. Wie er später in seinem Podcast „The Snake Pit“ berichtete, war er an diesem Tag beim Angeln, als er mehrere Anrufe auf seinem Pager erhielt. Erst am Nachmittag gegen 15 Uhr erfuhr er, dass Paul E. Dangerously (Paul Heyman) ihn für einen Auftritt bei ECW engagieren wollte. ECW organisierte einen Flug mit einem Kleinflugzeug, und Roberts erreichte den Veranstaltungsort in Florida erst etwa 45 Minuten vor Showbeginn.
Roberts blieb bis 1998 bei der ECW aktiv[18] und wurde offiziell Teil des ECW-Rosters. Sein bekanntester Auftritt während dieser Zeit erfolgte beim ECW-Pay-per-View November to Remember 1998, wo er gemeinsam mit Tommy Dreamer gegen das Team aus Justin Credible und Jack Victory antrat und siegreich blieb. Diese Zusammenarbeit mit Dreamer markierte einen interessanten Wendepunkt, da Roberts bei seinem Debüt noch gegen Dreamer angetreten war.

### Karrierestationen von 1999 bis 2018

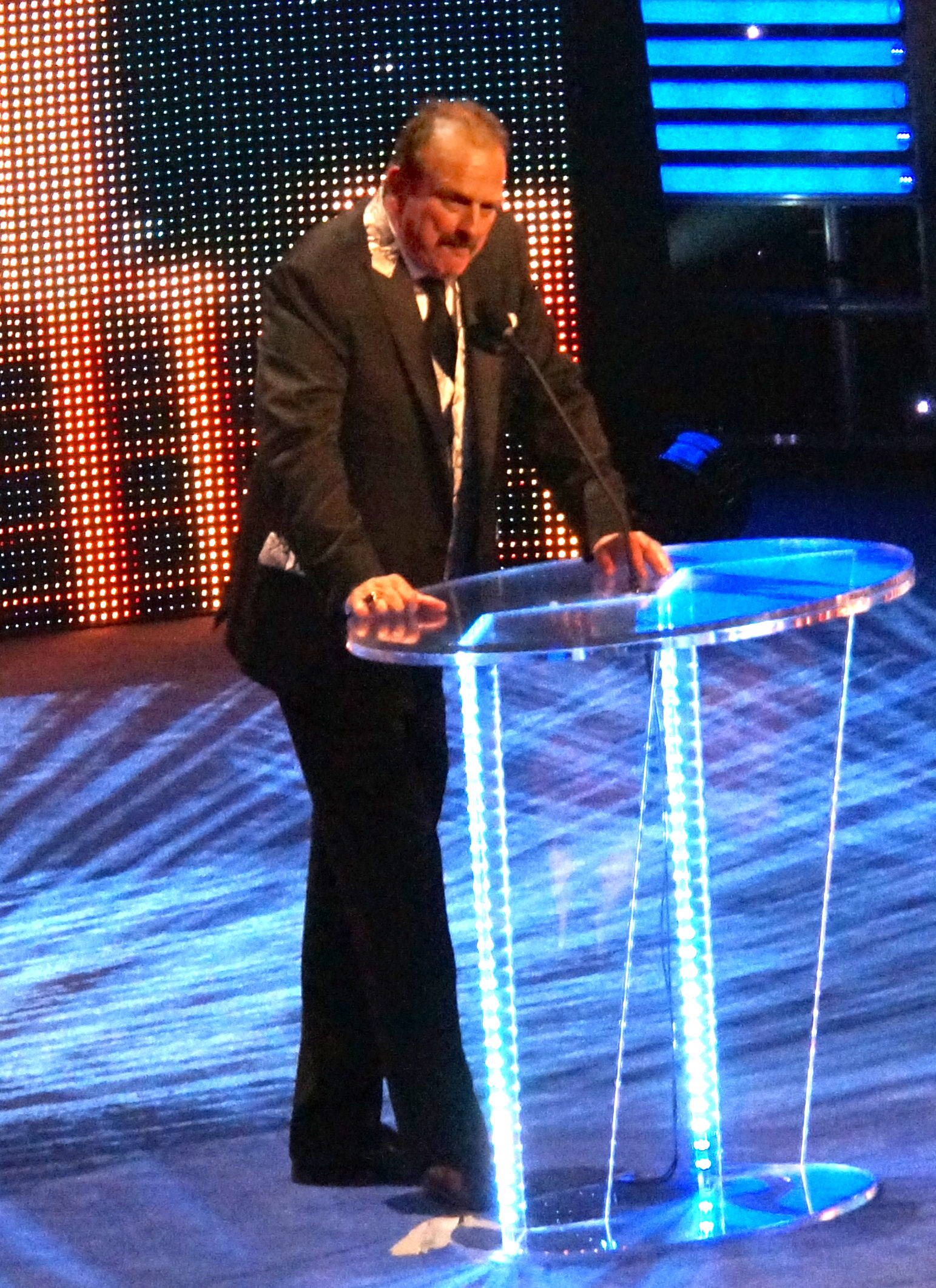
Jake Roberts bei seiner Aufnahme in die WWE Hall of Fame (2014)

Im Oktober 1999 nahm Roberts an der ersten und einzigen Heroes of Wrestling-Veranstaltung in Bay St. Louis, Mississippi, teil. Der Auftritt wurde bekannt als einer der kontroversesten seiner Karriere, da Roberts in einem stark alkoholisierten Zustand erschien. Ursprünglich sollte er gegen Jim Neidhart antreten, doch aufgrund seines Zustandes wurde die Begegnung in ein Tag-Team-Match umgewandelt, bei dem Roberts mit Yokozuna gegen King Kong Bundy und Neidhart antrat. Der Kampf endete mit einer Niederlage für Roberts, der nach einem Splash von Bundy gepinnt wurde.
Nach diesem Vorfall verbrachte Roberts mehrere Jahre in der britischen Wrestling-Szene. Er trat regelmäßig für Brian Dixons All Star Wrestling auf, den er später in einem Interview als „Dieb“ bezeichnete. Am 20. Oktober 2002 gewann Roberts den NWA UK Hammerlock Heavyweight Championship in Maidstone, Kent, durch einen Sieg über „Vigilante“ Johnny Moss, verlor den Titel jedoch bereits am nächsten Tag wieder an Moss. Im November 2002 gründete Roberts seine eigene Promotion in Großbritannien namens „Real Stars of Wrestling“ (RSOW), die drei Veranstaltungen durchführte, bei denen Roberts jeweils gegen The Honky Tonk Man antrat.
2006 trat Roberts bei Total Nonstop Action Wrestling (TNA) auf, wo er als Ringrichter für das Monster’s-Ball-Match zwischen Brother Runt, Abyss, Raven und Samoa Joe bei Bound for Glory fungierte. Nach dem Match führte er seinen charakteristischen DDT gegen Raven aus und legte seine Schlange auf ihn. 2008 kehrte er für einen Gastauftritt bei der inszenierten Hochzeit von „Black Machismo“ Jay Lethal und SoCal Val bei Slammiversary zu TNA zurück.
In den folgenden Jahren trat Roberts bei verschiedenen Independent-Promotions auf. Am 6. Oktober 2007 verlor er gegen Scott Hall bei einer Veranstaltung der Juggalo Championship Wrestling. Am 29. Januar 2011 bestritt Roberts sein vermeintliches Abschiedsmatch gegen Sinn Bodhi bei einer Pro Wrestling Guerrilla-Show während des WrestleReunion 5-Wochenendes. Trotz dieses angekündigten Ruhestands kehrte Roberts am 18. Mai 2013 für First State Championship Wrestling in den Ring zurück und nahm in den folgenden Jahren an weiteren Matches teil. Sein letztes Match bestritt er am 2. September 2018 gegen IamThePROVIDER bei BBOW No Limits Wrestling.
Am 6. April 2014 wurde Roberts in die WWE Hall of Fame aufgenommen. Die Laudatio hielt sein ehemaliger Wrestling-Schüler Diamond Dallas Page.

### All Elite Wrestling (seit 2019)
Jake Roberts trat erstmals 2019 während der Veranstaltungsreihe The Road to All Out für All Elite Wrestling in Erscheinung, wo er als Dealer am Black-Jack-Tisch fungierte und Karten an Teilnehmerinnen des Women’s Casino Battle Royale verteilte. Dies war eine Anspielung auf sein berühmtes You Wanna Play 21?-Promo aus dem Jahr 1999. Am 4. März 2020 folgte ein überraschender Auftritt bei AEW Dynamite, bei dem er Cody Rhodes’ Rede unterbrach und ankündigte, einen „Klienten“ mitzubringen, der Rhodes herausfordern würde. Am 11. März 2020 präsentierte Roberts Lance Archer als ebenjenen Klienten. Roberts’ ursprüngliche Vereinbarung mit AEW war auf sechs Wochen begrenzt, doch nach nur vier Wochen bot ihm die Promotion einen Einjahresvertrag an. Archer nahm am Turnier für die neu geschaffene AEW TNT Championship teil, besiegte Colt Cabana im Viertelfinale und Dustin Rhodes im Halbfinale. Beim Pay-per-View AEW Double or Nothing am 23. Mai 2020 verlor Archer das Finale gegen Cody Rhodes, nachdem Mike Tyson verhindert hatte, dass Roberts mit seiner Schlange zu Archers Gunsten eingreifen konnte. Im Juli 2021 gab Roberts bekannt, dass er einen zweijährigen Vertrag mit AEW unterzeichnet hatte. 2022 begleitete er Archer während dessen Fehde mit Adam Page um die AEW World Heavyweight Championship sowie bei Archers Match gegen Wardlow in der AEW Dynamite-Ausgabe vom 27. April 2022.
Am 1. Februar 2023 wurde Roberts zusammen mit Mark Henry, Paul Wight und Shawn Dean zum Sonderberater im Community-Outreach-Programm AEW Together ernannt. Ihre Aufgabe besteht darin, Partnerorganisationen im ganzen Land zu identifizieren, bei der Einbindung von Talenten zu helfen und Beratung zur Verbesserung von Aktivierungen zu leisten. Im März 2024 unterzeichnete Roberts einen weiteren Einjahresvertrag mit AEW. In der AEW Dynamite-Ausgabe vom 8. Oktober 2024 übernahm Roberts die Gruppierung La Facción Ingobernable (bestehend aus Rush, Dralístico und The Beast Mortos) von Don Callis im Austausch gegen Lance Archer, womit seine vierjährige Zusammenarbeit mit Archer endete und er zum On-Screen-Manager der mexikanischen Gruppierung wurde.

## Veröffentlichungen von und über Jake Roberts
Jake Roberts war Gegenstand mehrerer Mediendokumentationen und Buchveröffentlichungen, die seine Wrestling-Karriere und sein Privatleben beleuchten. Im Jahr 1999 gehörte Roberts zu den Hauptfiguren der vielbeachteten Dokumentation Beyond the Mat, die unter anderem seine Probleme mit Alkohol und Drogen sowie deren Auswirkungen auf seine Familie thematisierte. 2006 veröffentlichte die WWE die DVD-Produktion Pick your Poison, die retrospektiv Roberts’ Karriere beleuchtete und einige seiner bedeutendsten Kämpfe präsentierte. Eine weitere Dokumentation mit dem Titel The Resurrection of Jake the Snake Roberts erschien 2015 und fokussierte sich auf seinen Rehabilitationsprozess. Seine Lebens- und Karrieregeschichte wurde zudem im Format Biography: WWE Legends – Jake The Snake Roberts für das Fernsehpublikum aufbereitet.
Im literarischen Bereich erschien 2009 bei Alphascript Publishing ein Ratgeber mit dem Titel Jake Roberts, herausgegeben von Frederic P. Miller, Agnes F. Vandome und John McBrewster, der sich mit Roberts’ Einfluss auf das professionelle Wrestling befasst (ISBN 978-613-0-23877-3). Roberts arbeitet seit Jahren an seiner Autobiografie, die nach eigener Aussage etwa 600 bis 700 Seiten umfassen und selbstfinanziert werden soll. Im Mai 2023 kündigte er in der Sendung Going Ringside with the Local Station an, dass sein neues Buch unter dem Titel The Book of Jake erscheinen und innerhalb der nächsten Monate fertiggestellt werden würde, jedoch gab es diverse Verzögerungen.

## Trivia
- Jake Roberts bestritt 1979 während seiner Zeit bei Stampede Wrestling einen der ersten Leiterkämpfe im Wrestling. Sein Gegner war Big Daddy Ritter (später: The Junk Yard Dog).[45]
- Er war einer der Protagonisten des 1999 gedrehten Dokumentarfilms Beyond the Mat, der unter anderem Roberts Alkohol- und Drogensucht und die daraus resultierenden Folgen für ihn und seine Familie thematisierte.[39]
- Roberts wird oft als Erfinder des DDT bezeichnet, eines äußerst populären und häufig verwendeten Moves im heutigen Wrestling. Es gibt jedoch Aufnahmen, in denen der mexikanische Wrestler Black Gordman den Move bereits in den 1970ern ausführt.[46] Roberts gab dem DDT in jedem Falle seinen Namen und machte ihn international berühmt. Der Anekdote nach bedeutet die Abkürzung so viel wie Damien's Dinner Time oder Damien's Death Touch (angelehnt an Roberts damalige Python Damien). Auf die Frage, was der Name DDT bedeutet, antwortete Jake in einem TV-Interview einmal nur: „The End“. Hier ist, wie er die Geschichte über den Ursprung des DDT selbst erzählt:[47]

„It was an accident. I was wrestling a guy by the name of “The Grappler” Len Denton in Mid-South. I had him in a front facelock and I used to use a knee lift for my finisher. He went to shove me into the turnbuckles, but instead of me releasing him in the corner and hitting him with a knee lift as he staggered back, he stepped on my foot. I fell backwards and he fell on the inside of his face. I got up and realized I had something. Naming it was pretty simple. I picked up a USA Today one morning and the government was outlawing the poison DDT.“

## Wichtigste Erfolge im Wrestling
| Vorgänger: Johnny Mantell | Erste | Nachfolger: Ernie Ladd |

| Vorgänger: The Grappler | Erste  | Nachfolger: Paul Orndorff |
| Vorgänger: Dick Slater  | Zweite | Nachfolger: Dick Slater   |

| Vorgänger: Vakant, gewonnen durch einen Turniersieg gegen Dick Slater | Erste | Nachfolger: Dick Slater |

| Vorgänger: Ron Garvin | Erste | Nachfolger: Ron Garvin |

| Vorgänger: Ron Garvin | Erste | Nachfolger: Vakant |

| Vorgänger: Johnny Moss | Erste | Nachfolger: Johnny Moss |

| Vorgänger: Dirty White Boy | Erste | Nachfolger: Jerry Lawler |

| Vorgänger: Big Daddy Ritter | Erste | Nachfolger: Big Daddy Ritter |

| Vorgänger: Kerry von Erich, Mike von Erich & Kevin von Erich | Partner: Chris Adams & Gino Hernandez | Erste | Nachfolger: Kerry von Erich, Mike von Erich & Kevin von Erich |

| Vorgänger: Chris Adams | Erste | Nachfolger: Chris Adams |